# 弗里德里希·冯·朔姆贝格

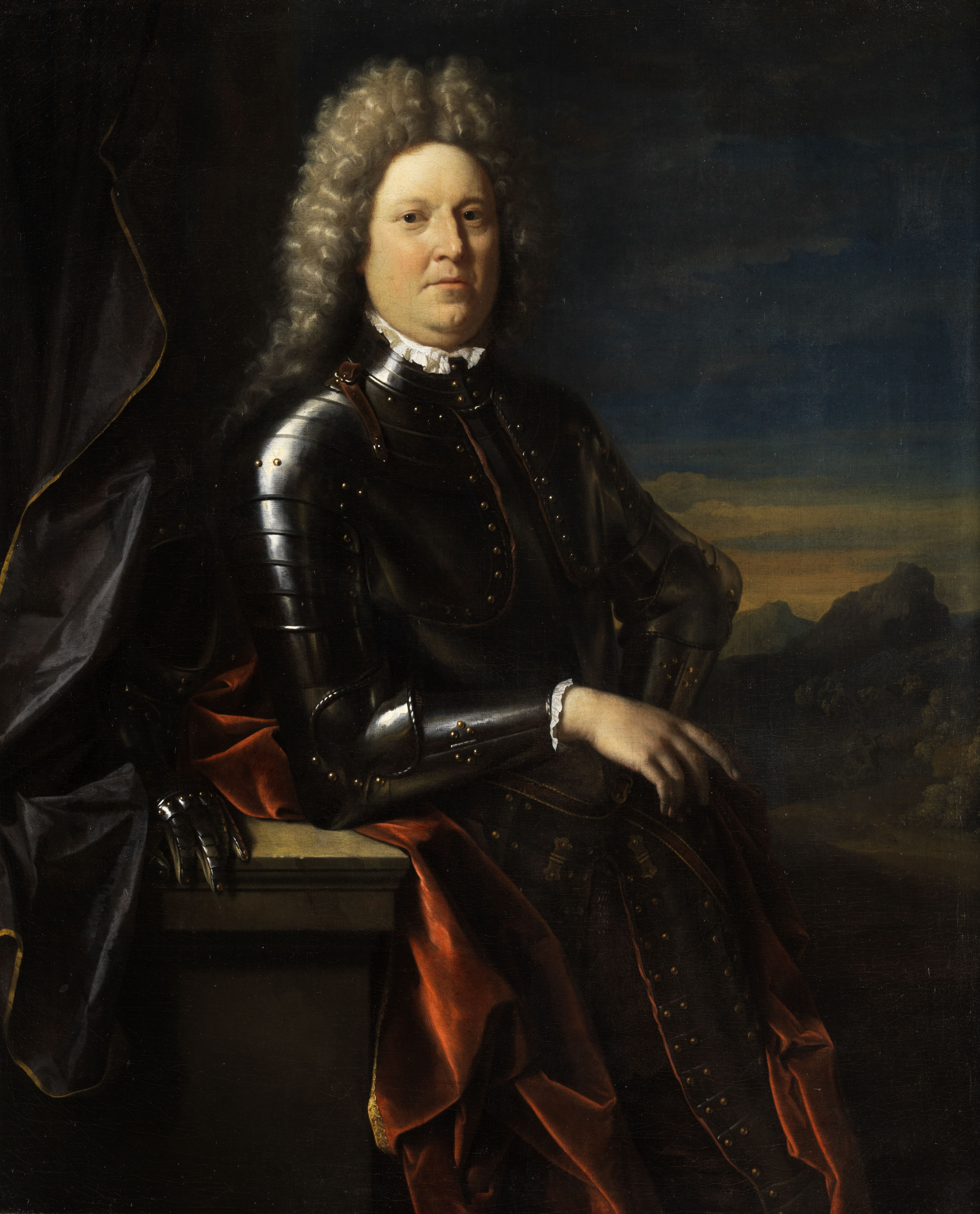
弗里德里希·冯·朔姆贝格，第一代朔姆贝格公爵

弗里德里希·冯·朔姆贝格（德語：Friedrich von Schomberg；1615年12月6日—1690年7月1日）KG，本姓冯·舍恩贝格（von Schönberg），是德意志軍事冒險家、法國元帥、英格兰貴族，也曾在葡萄牙與英格兰擔任將軍。
他出生於海德堡一个莱茵-普法尔茨选侯宫廷大臣（Palatinate）的一个古老家族里。其父汉斯·迈因哈德·冯·舍恩贝格（1582–1616）是莱茵普法尔茨选侯腓特烈五世的宮廷司法官，喀爾文派（法國稱胡格諾派，又稱胡格諾）信徒，母親安妮是英格蘭杜德利五世男爵爱德华·杜德利的女儿；在他诞生几个月后即成了一个孤儿，他由各种各样的朋友教导。他的军事生涯始于奥兰治亲王弗雷德里克·亨德里克旗下，1634年他进入瑞典军队服役，1635年他到法国服役；他的家族和萨克森-舍恩贝格（Saxon-Schönberg）家族联盟已经在法国获得显赫地位。 
有一段时间，他退隐在莱茵河畔盖森海姆他的家族庄园中，但在1639年他重新进入荷兰军队，直到约1650年。后来他重返法国军队担任高级官员（将官），法國投石黨叛亂時（1648-1653年），他在蒂雷納子爵手下反对孔代亲王的活动；1665年晋升为中将，或许部分原因是因为他与戴伦公爵（duc d'Halluin）的关系才得以迅速提升。
在法西終戰的比利牛斯和约（1659年）以后，葡萄牙的獨立受到西班牙的威胁（西班牙並未承認葡萄牙在1640年的自行獨立），朔姆贝格被法王路易十四调到里斯本，任流亡的查理二世（时为特福德男爵Baron Tetford）的军事参谋，幫助葡萄牙反擊西班牙（1640-1668年的葡萄牙王政復古戰爭）。因為比利牛斯和约協定法、西兩方友好相處，不得支援對方的叛亂勢力，路易十四为了不違背與西班牙的和平協約，對外宣布剥夺朔姆贝格的法国职务，在道義上撇清他暗中支援葡萄牙的責任。1665年6月17日朔姆贝格在蒙特斯·卡洛斯击败西班牙的帕尔马亲王，获得胜利；西葡戰爭最終在1668年結束，西班牙被迫承認葡萄牙的獨立。
1673年他被英格蘭國王查理二世邀請，查理二世原本打算任命他為指揮英軍的元帥，但是當時英格蘭人的反法情緒強烈，因此長期擔任法國將領的朔姆贝格，最終無法在英國任官；他回到法國後受命參加法荷戰爭，因為1674年傑出的戰功，因此在1675年蒂雷納子爵元帥死後，升遷為法國元帥。但數年後宮廷與政府打壓胡格諾教徒的聲浪高漲，朔姆贝格因為堅持胡格諾信仰，拒絕像老長官蒂雷納子爵那樣在晚年改信天主教，所以他的才幹與功勞被忽視，上級更不斷打壓他的地位。最終在1685年路易十四廢除南特詔令、迫害胡格諾教徒的時候，他被迫逃離扎根已久的法國，並帶領一批胡格諾難民定居勃蘭登堡的首都柏林。
他很快就成为勃兰登堡选帝侯的军队总司令，并在柏林作为许多胡格诺派流亡者公认的领袖。之後在新任选帝侯的同意下，1688年他加入奥兰治亲王兼荷蘭執政奥兰治亲王威廉三世的遠征軍，西征英格兰並位列第二指挥。光榮革命後的次年（1689年），他在英國獲得嘉德勋章、朔姆贝格公爵爵位，被任命为军械总局局长（Master-General of the Ordnance）；因为他在法國的莊園被路易十四沒收，英國下议院表决通過給他十万英磅，以做為補償。
1689年8月，他被任命為愛爾蘭遠征軍的总司令，反擊詹姆斯二世與其支持者詹姆斯党（Jacobite）。
在博因河戰役中，朔姆贝格不理會英王威廉三世的軍事決策，自行決定率軍渡河，想給天主教的愛爾蘭敵軍一個正面打擊。在他指揮的戰役上，他沒有帶上隨身部隊而突入敵軍中心，結果於7月11日被愛爾蘭騎兵包圍殺害；他死後葬在聖派翠克大教堂，1731年墓地上被立碑紀念。